# De consensu evangelistarum
Augustinus schreef De consensu euangelistarum (letterlijk: over de overeenstemming tussen de evangelisten) rond 400. In dit werk, dat uit vier boeken bestaat, stelt hij een probleem aan de orde, dat - indien het onopgelost blijft - de eenheid binnen de Kerk kan aantasten. Dit probleem bestaat hierin, dat de verschillende evangeliën dezelfde gebeurtenissen of handelingen op verschillende manieren verslaan, of op verschillende plaatsen in hun verslagen zetten, met als gevolg dat er bij de lezer twijfel kan gaan rijzen over de waarheid van de evangeliën. De vraag is: spreken ze elkaar niet tegen? Voorbeelden zijn: de rede op de berg (Matteüs) en op de vlakte (Lucas), de dochter van Jaïrus: levend of dood? en: wanneer stierf Jezus? Op het derde of op het zesde uur?
Augustinus lost het probleem systematisch op. Na een uitvoerige inleiding in boek 1 legt hij in de boeken 2, 3 en 4 de vermeend tegenstrijdige passages naast elkaar. Nadat hij de problemen in kaart heeft gebracht, verklaart hij ze en biedt hij er een oplossing voor. De uiteindelijke oplossing ligt in de overgang van letterlijk naar figuurlijk lezen. Dat een passage bij de ene evangelist anders is verwoord dan bij de andere, of dat een passage bij de ene evangelist op een andere plaats is ingevoegd dan bij de andere, doet volgens Augustinus niet af aan de boodschap. Want daar draait het om: de boodschap.
De consensu euangelistarum werd geschreven voor pastores, die de Schrift in de praktijk van alledag wilden en moesten verdedigen tegen plagerij, scherpslijperij en onnozelheid, maar daar zelf niet voldoende voor geëquipeerd waren.